# Zenny de Azevedo
Zenny de Azevedo   (Rio de Janeiro, 1 de març de 1925 - Rio de Janeiro, 10 de març de 2001), conegut esportivament com a Algodão, fou un jugador de bàsquet brasiler que va disputar quatre edicions dels Jocs Olímpics, entre el 1948 i 1960.
El 1948, als Jocs de Londres, i el 1960, als de Roma, guanyà la medalla de bronze, mentre el 1952, als Jocs de Hèlsinki, i el 1956, als de Melbourne, finalitzà en sisena posició.
En el seu palmarès també destaquen una medalla d'or (1959) i una de plata (1954) al Campionat del Món de bàsquet, tres medalles de bronze al Campionat sud-americà de bàsquet (1951, 1955 i 1959) i una medalla d'or (1958), una de plata (1947) i dues de bronze (1940, 1942) al Campionat sud-americà de bàsquet.